# Washita County
Washita County är ett administrativt område i delstaten Oklahoma, USA, med 11 629 invånare. Den administrativa huvudorten (county seat) är New Cordell.

## Geografi
Enligt United States Census Bureau så har countyt en total area på 2 613 km². 2 599 km² av den arean är land och 15 km² är vatten. 

### Angränsande countyn
- Custer County - nord
- Caddo County - öst
- Kiowa County - syd
- Beckham County - väst

## Städer och samhällen
| - Bessie - Burns Flat - Canute | - Cloud Chief - Colony - Corn | - Dill City - Foss - New Cordell | - Rocky - Sentinel |